# Henri Nomy
Pour les articles homonymes, voir Nomy.
Henri Louis Joseph Michel Nomy, né à Saint-Brieuc le 4 juin 1899 et mort à Toulon le 2 août 1971, est un amiral, pilote de l'aéronautique navale et résistant français, grand-croix de la Légion d'honneur et médaillé militaire.
Il est chef d'état-major général de la Marine de 1951 à 1960.

## Biographie
Henri Nomy entre au collège Saint-Charles de Saint-Brieuc, en classe préparatoire à la navigation, puis intègre l'École navale en juin 1917 et en sort enseigne de vaisseau de 2e classe en mars 1918. Il sert alors sur l'aviso Régulus à la division des patrouilles de Bretagne puis du Maroc, puis passe en 1919 sur l'aviso Oise. Il participe en Allemagne aux travaux de la mission navale de contrôle interalliée et est promu enseigne de vaisseau de 1re classe en mars 1920. Il embarque en 1921 sur le Edgar Quinet en Méditerranée puis sur l'Arras à l’cole de perfectionnement des enseignes de vaisseau.
Breveté pilote en avril 1924 puis pilote de chasse en avril 1927, il est de 1923 à 1930 aux centres d'aviation maritime de Rochefort, de Berre, de Cherbourg, de Bizerte puis de Saint-Raphaël et est nommé lieutenant de vaisseau en avril 1925. Il obtient en 1926 deux témoignages de satisfaction pour ses reconnaissances hydrographiques en avion et pour un raid aérien dans le Sud de la Méditerranée.
Commandant de l'escadrille 3B1 à Berre (septembre 1930), il effectue d'importantes croisières en Baltique et en Méditerranée orientale et devient chef d'escadrille à la Commission d'études pratiques d'aviation où il est chargé d'essayer de nombreux types d'appareils. Il se montre alors un remarquable pilote d'hydravions.
En 1931, il est nommé au commandement de l'escadrille 3E1. Attaché au 3e bureau de l’État-major général (1932) puis fin 1933 au cabinet du ministre de l'air, il est un des premiers en 1934 à traverser l'Atlantique Sud à bord de l'hydravion Blériot 5190 Santos-Dumont.
Capitaine de corvette (février 1936), commandant de la flottille d'hydravions du Commandant Teste (avril 1936), auditeur au Centre des hautes études navales, il devient en 1938, officier de liaison rattaché au Centre des hautes études aériennes puis commande en mai 1939 le torpilleur Branlebas. Capitaine de frégate (janvier 1940), il devient en mars commandant de la base d'aéronautique navale de Berck d'où partent en mai les flottilles de bombardement en piqué de l'aéronavale qui se sacrifient pour lutter contre l'avancée allemande. Nomy se bat alors vaillamment et doit se replier à Boulogne où il prend la tête d'un des derniers îlots de résistance. Fait prisonnier le 23 mai, il obtient pour ce fait de guerre deux citations à l'ordre de l'armée.
Libéré en juin 1941, il est nommé en octobre commandant de la base aéronavale de Port-Lyautey au Maroc. Il revient en France en juin 1942 où il prend part aux réseaux de résistance, avant de rejoindre en août 1943 l'Afrique du Nord où il est aussitôt promu capitaine de vaisseau et envoyé à l'état-major d'Alger, en tant que sous-chef chargé de l'aéronautique navale qu'il reconstitue.
Chef du Service central de l'aéronautique (juin 1944), il participe au débarquement de Provence et reprend possession de la base de Cuers. Nommé contre-amiral en février 1945, il est envoyé en mission à Londres (novembre 1945) pour y négocier les achats de matériels nécessaires à la reconstitution de l'aéronavale. Il obtient ainsi en août 1946 la cession du porte-avions Colossus rebaptisé Arromanches.
Sous-chef d'état-major général (juillet 1947), inspecteur général de l’aéronautique navale (septembre 1949), vice-amiral (janvier 1950), inspecteur des forces maritimes et d'aéronavales (octobre 1950), il est nommé chef d'état-major général de la marine en octobre 1951 puis vice-amiral d'escadre en décembre 1951. Il joue alors un rôle capital dans la reconstitution de la flotte.

« Grâce à son habileté politique et diplomatique, à sa ténacité, à une remarquable continuité de vues, grâce aussi à l'estime et à la sympathie qu'il avait su se concilier, Nomy réussit à obtenir la mise en chantier de 2 porte-avions, d'un croiseur, d'un porte-hélicoptères, de 54 escorteurs, de dragueurs, de bâtiments auxiliaires »

— Étienne Taillemite, Dictionnaire des marins français, Tallandier, 2002, p. 393
Il est cité comme membre de la Fondation culturelle bretonne en 1957.
Amiral (septembre 1953), il prend sa retraite en juillet 1960 et meurt à Toulon le 2 août 1971.

## Distinctions
- Médaille militaire (17 juin 1960) pour « services exceptionnels » remise par le général de Gaulle ;
- Grand-croix de la Légion d'honneur (1958)
- Croix de guerre 1939–1945
- Médaille de la Résistance française par décret du 15 novembre 1945[3]
- Médaille des évadés
- Grand-croix de l'ordre de la Tour et de l'Épée (Suède) (1958)

### Hommages
Une rue de Toulon et de Lorient portent son nom ;
Un quai de Saint-Raphaël a été nommé en son honneur.
La quatrième des frégates de défense et d'intervention prend le nom d’Amiral Nomy,.